# Daigo Imai
Daigo Imai (今井 大悟 Imai Daigo?), född 19 februari 1984 i Okayama prefektur, är en japansk före detta fotbollsspelare.
Imai började sin karriär 2006 i Sagawa Express Osaka. 2007 flyttade han till ALO'S Hokuriku (Kataller Toyama). Efter Kataller Toyama spelade han för Blaublitz Akita. Han avslutade karriären 2011.